# Broken Arrow
A Broken Arrow dal Pixie Lott brit énekesnő Turn It Up Louder című kibővített albumáról. Lott, Ruth-Anne Cunningham és Toby Gad
írta a szöveget, 2010. október 10-én jelent meg a felvétel az újra kiadott lemez első kislemezeként. A felvétel B-oldala, a szám akusztikus változata egy héttel megjelenés előtt felkerült a világhálóra. A dal a 2011-es filmben (Beastly) hallható.

## Videóklip
A videóklipet Gregg Masuak rendezte London városában. A rendező szerint a forgatás szellemi, mégis vidám volt. 2011. szeptember 16-án debütált a kisfilm Pixie hivatalos csatornáján.
Alex Watson (Emma Watson testvére) is szerepet kapott a videóban.

## Dallista
- Brit CD kislemez[7]

1. Broken Arrow
2. Broken Arrow (akusztikus)

- iTunes EP[8]

1. Broken Arrow – 3:39
2. Broken Arrow (Paul Harris Vocal) – 6:37
3. Broken Arrow (Paul Harris Dub) – 6:24
4. Broken Arrow (akusztikus) – 3:48
5. Broken Arrow (Shapeshifters Remix) – 6:07

## Közreműködők
- Pixie Lott – vokál, háttérvokál
- Toby Gad – producer, mérnök
- Mark Pusey – dob
- Jay Reynolds – producer, keverés
- Oliver Weeks – billentyű

## Slágerlistás helyezések
| Slágerlista (2010)            | Legjobb helyezés |
| ----------------------------- | ---------------- |
| Európai Hot 100 kislemezlista | 40               |
| Ír kislemezlista              | 30               |
| Skót kislemezlista            | 10               |
| Brit kislemezlista            | 12               |

## Fordítás
Ez a szócikk részben vagy egészben  a   Broken Arrow (Pixie Lott song) című angol Wikipédia-szócikk fordításán alapul.  Az eredeti cikk szerkesztőit annak laptörténete sorolja fel. Ez a jelzés csupán a megfogalmazás eredetét és a szerzői jogokat jelzi, nem szolgál a cikkben szereplő információk forrásmegjelöléseként.